# Ли Хуэй
Ли Хуэй (кит. 李辉, род. февраль 1953) — китайский дипломат, специальный представитель по делам Евразии, глава делегации Китая по урегулированию российско-украинского конфликта.

## Биография
Уроженец провинции Хэйлунцзян, уезд Суйхуа. Сотрудник Министерства иностранных дел Китая с 1975 года. С 1981 по 1985 год работал в посольстве Китая в СССР. Сменил ряд постов и должностей в составе МИД КНР, в том числе с 1997 по 1999 годы — посол в Казахстане. С 2009 по 2019 год — Чрезвычайный и Полномочный Посол в России, сменил на этом посту Лю Гучана.
1975—1981 — сотрудник Департамента СССР и Европы МИД КНР.
1981—1985 — атташе Посольства КНР в СССР, третий секретарь, второй секретарь.
1985—1990 — второй секретарь Департамента СССР и Европы МИД КНР, заместитель руководителя департамента, первый секретарь.
1990—1991 — первый секретарь Посольства КНР в СССР.
1991—1992 — первый секретарь Посольства КНР в РФ.
1992—1995 — первый секретарь Посольства КНР в Казахстане, советник.
1995—1997 — советник Департамента Европы и Азии МИД КНР, заместитель руководителя Департамента.
1997—1999 — чрезвычайный и полномочный посол КНР в Казахстане.
1999—2003 — руководитель Департамента Европы и Азии МИД КНР.
2003—2008 — помощник министра иностранных дел КНР.
2008—2009 — заместитель министра иностранных дел КНР.
С августа 2009 по август 2019 года — чрезвычайный и полномочный посол Китайской Народной Республики в Российской Федерации.
С 2019 года — специальный представитель правительства КНР по делам Евразии.
26 апреля 2023 года назначен главой делегации Китая по урегулированию российско-украинского конфликта.

## Награды
- Орден Дружбы (13 мая 2019 года, Россия) — за заслуги в укреплении дружбы и сотрудничества между народами, плодотворную деятельность по сближению и взаимообогащению культур наций и народностей[4].
- Орден «Достык» II степени (2021 год, Казахстан) — за вклад в укрепление взаимовыгодного казахско-китайского сотрудничества[5]
- Благодарность Президента Российской Федерации (8 ноября 2006 года, Россия) — за большой вклад в укрепление и развитие дружбы и сотрудничества между Российской Федерацией и Китайской Народной Республикой[6].